# General Dub
General Dub est un collectif musical français, originaire de Paris. Pendant son existence au début des années 2000, il est signé sur le label parisien Expressillon. Les membres sont issus de diverses disciplines artistiques (musique, graphisme, multimédia, écriture, vidéo) qui se sont réunis autour d'un projet dub commun dans le but de dresser un tableau satirique (par le procédé d'une description d'un futur imaginaire) d'un monde qui court à sa perte.

## Biographie
Les membres de General Dub proviennent de tous horizons et sont essentiellement basés en Europe, même si certains représentent le collectif depuis l'Asie ou l'Amérique du Sud. Le collectif se présente par une histoire fictive, celle qui veut que chaque membres aient reçu des informations provenant du futur, entre autres sous forme de fichiers son par courrier électronique. Ainsi après de nombreuses manipulations de décryptage, ils livrent une vision sonore « dark dub » apocalyptique. Dans une interview, Akbar explique que « le collectif est un haut lieu de vérité et de paranoïa, d'amour et de manipulation, de joie et de colère… ce qui est normal car l'enjeu nous dépasse tous ».
Les membres se sont produits sous divers pseudonymes mais nous savons à présent qu'il s'agissait entre autres de journalistes, danseurs, graphistes, vidéastes et de musiciens issus de groupe tels Treponem Pal, lab°, Sergent Garcia, Micropoint, ou AinSophAur. En 2001, le groupe sort son premier album, Battles 2042-2066, au label parisien Expresillon, considéré par dMute comme du « dub electro chaotique ». Les membres gardent l'anonymat à la suite de cette sortie peu de temps avant les attentats du 11 septembre 2001. Deux ans plus tard, il est suivi par l'album Les Guerres médiatiques 2066-2068 en 2003. Depuis, le collectif n'est plus en activité.

## Discographie

### Compilations et remixes
- Combat Dub remix de Brain Damage Sound System
- Digitalik Park Vol. 4 (Daydream)
- Dub Excursion (Sounds Around)
- Tribute To Remixes remix de Dub Wiser (Hammerbass)
- Dub In France Vol. 1 (Productions Speciales)
- Dub In France Vol. 2 (Productions Speciales)
- Playback Device Confusion Vol. 1 (Mego Records)